# De colección
De Colección es un álbum recopilatorio de la boy band puertorriqueña Menudo, lanzado en 1982. El trabajo incluyó canciones que previamente aparecieron en otros álbumes del quinteto, lanzados entre 1977 y 1981, a saber: Los Fantasmas (1977), Laura (1978), Chiquitita (1979), Más, mucho más... (1980), Quiero ser y Xanadu, ambos de 1981. A esa altura, el grupo ya había recibido dos discos de oro en Estados Unidos, además de uno de plata, cuatro de oro y tres de platino en América Latina.

## Lanzamiento y contexto
El lanzamiento inicial se realizó de forma limitada en algunos países, como Venezuela, y al año siguiente fue relanzado con una nueva portada. En ese período, el grupo estaba en destaque en los medios debido a la salida de Miguel, un hecho que fue tratado por la discográfica Padosa como una excelente oportunidad de marketing, dando lugar a un disco especial, Adiós Miguel, como homenaje al exintegrante. En este contexto, la discográfica lanzó simultáneamente otros tres fonogramas del grupo: Feliz Navidad, Menudo y A todo rock. Ese año, Menudo llegó a vender 750 mil copias en solo tres días con sus discos.

## Desempeño comercial
Comercialmente, De Colección tuvo una buena repercusión en los Estados Unidos y en su país natal, Puerto Rico, donde apareció en las listas de éxitos locales, auditadas e incluidas en la revista Billboard.

## Lista de canciones
| N.º | Título                        | Escritor(es)                                             | Original album    | Duración |  |
| 1.  | «No se puede parar la música» | Beauris Whitehead, H. Belolo, Jacques Morali, Phil Hortt | Xanadu            |          |  |
| 2.  | «Enséñame a cantar»           | Fernando Arbex                                           | Los Fantasmas     |          |  |
| 3.  | «Soy natural»                 | Edgardo Diaz                                             | Chiquitita        |          |  |
| 4.  | «Ella A-A»                    | H. Herrero, J. Seijas, G. Escolar                        | Chiquitita        |          |  |
| 5.  | «Dos niños»                   | John Farrel                                              | Los Fantasmas     |          |  |
| 6.  | «Voulez Vous»                 | B. Andersson, B. Ulvaeus, Diaz                           | Chiquitita        |          |  |
| 7.  | «Me voy a enamoriscar»        | Juan Pardo                                               | Quiero ser        |          |  |
| 8.  | «Chiquitita»                  | B. Andersson, B. Ulvaeus                                 | Chiquitita        |          |  |
| 9.  | «Cosita loca llamada amor»    | Freddie Mercury                                          | Xanadu            |          |  |
| 10. | «Libre mi corazón»            | Leyda E. Colón                                           | Laura             |          |  |
| 11. | «Voy a América»               | C. Villa, E. Guerín, J. Seijas                           | Xanadu            |          |  |
| 12. | «Quiero verte feliz»          | Carlos F. Prida                                          | Los Fantasmas     |          |  |
| 13. | «Los fantasmas»               | Honorio Herrero                                          | Los Fantasmas     |          |  |
| 14. | «Más, mucho más...»           | C. Villa, E. Guerín, J. Seijas                           | Más, mucho más... |          |  |

## Posicionamiento en listas

### Semanales
| Tabla musical (1983)                                     | Mejor posición |
| -------------------------------------------------------- | -------------- |
| Estados Unidos (Billboard Top Latin Albums - California) | 2              |
| Estados Unidos (Billboard Top Latin Albums - Nueva York) | 2              |
| Estados Unidos (Billboard Top Latin Albums - Texas)      | 1              |
| Puerto Rico (Billboard Top LPs)                          | 11             |